# Sandgölen (Tidersrums socken, Östergötland)
Sandgölen är en sjö i Kinda kommun i Östergötland och ingår i Motala ströms huvudavrinningsområde.